# Глюксгаз-Штадіон
Глюксга́з-Шта́діон (нім. Glücksgas-Stadion; до грудня 2010 року Стадіон імені Рудольфа Гарбіга) — футбольний стадіон у місті Дрезден, Німеччина. Відкритий 1923 року. Стадіон є домашньою ареною футбольного клубу «Динамо».